# Mariano Fernández Bermejo
Pour les articles homonymes, voir Fernández et Bermejo.
Mariano Fernández Bermejo, né le 10 février 1948 à Arenas de San Pedro, est un procureur et homme d'État espagnol proche du Parti socialiste ouvrier espagnol (PSOE). Il est procureur depuis 1974 et ministre de la Justice entre 2007 et 2009.

## Biographie

### Première carrière de procureur
Il obtient sa licence de droit en 1969 à l'université complutense de Madrid et intègre cinq ans plus tard le ministère public. Il commence son parcours en mars 1974 comme substitut du procureur à la cour provinciale de Santa Cruz de Tenerife ; il est muté en décembre 1976 à la cour provinciale de Cáceres.
En octobre 1981, il devient procureur adjoint à la cour provinciale de Ségovie, dans sa communauté autonome natale. Il atteint le grade de procureur en février 1982, et est promu procureur en chef de cette juridiction en janvier 1985. Il participe peu après à la fondation de l'Union progressiste des procureurs (UPF), syndicat du ministère public classé à gauche.

### Collaborateur ministériel
Le 24 septembre 1986, Mariano Fernández Bermejo est nommé conseiller exécutif au cabinet du ministre de la Justice Fernando Ledesma. Il est reconduit en juillet 1988, à la suite du remplacement de Ledesma par Enrique Múgica.
À ce poste, il participe aux travaux sur la réforme de la législation sur les mineurs, de la loi de procédure criminelle et du décret d'organisation de la police judiciaire.

### Retour au ministère public
Il est relevé de ses fonctions à sa demande en juin 1989 et devient procureur auprès du tribunal suprême. Il est choisi en juillet 1992 comme procureur en chef du tribunal supérieur de justice de Madrid (TSJM).
À la suite de ses critiques contre les jugements rapides mis en place par le ministre de la Justice José María Michavila le 15 mars 2003, le procureur général de l'État Jesús Cardenal annonce l'ouverture d'une enquête préliminaire à son encontre, sur le fondement du statut des procureurs qui interdit toute prise de position sur les actes des pouvoirs publics. La conférence du ministère public de la Communauté de Madrid, qui rassemble 184 procureurs, lui apporte son soutien unanime au début du mois d'avril, parlant d'attaques contre la liberté d'expression.
Le ministre l'accuse alors, à la fin du mois d'avril, de vouloir que la procédure des jugements rapide échoue totalement. Un mois plus tard, Bermejo dépose plainte contre lui pour « atteinte à l'honneur ».
Il est relevé de ses fonctions et placé en disponibilité par décision du procureur général de l'État le 22 juillet 2003. S'appuyant sur l'avis du conseil du ministère public, Cardenal refuse en novembre suivant de le renommer au tribunal suprême. Alors que sa plainte est classée en mai 2004 par un juge du tribunal suprême, il est désigné en juin suivant procureur en chef de la chambre du contentieux administratif du tribunal suprême par le nouveau procureur général de l'État, Cándido Conde-Pumpido.

### Ministre de la Justice
Le 7 février 2007, le président du gouvernement José Luis Rodríguez Zapatero choisit de nommer Mariano Fernández Bermejo comme ministre de la Justice en remplacement de Juan Fernando López Aguilar, candidat à l'élection régionale de mai suivant dans les Îles Canaries, après avoir envisagé la nomination de Pilar Blanco, haute fonctionnaire du ministère, et Antonio Camacho, procureur et secrétaire d'État à la Sécurité. Il prend officiellement ses fonctions cinq jours plus tard.
Pour les élections législatives du 12 mars 2008, il est investi par le PSOE en tête de liste dans la Région de Murcie. S'il conserve les trois élus remportés lors du scrutin précédent, en 2004, il ne parvient pas à réduire la distance avec le Parti populaire (PP) : sa liste obtient 32,5 % des voix, soit 2,5 points de moins qu'en 2004, tandis que le PP totalise 61,4 %, soit une amélioration de quatre points.
Au début du mois d'avril, quelques jours avant la prise de fonction du nouveau gouvernement, il parvient à un accord avec les syndicats pour faire cesser la grève des personnels de l'administration judiciaire, engagée depuis deux mois en vue d'obtenir l'égalité des salaires entre les fonctionnaires d'État et les fonctionnaires régionaux. Après qu'il a demandé le renforcement des sanctions contre un greffier responsable de la libération par erreur d'un pédophile ayant profité de sa liberté pour commettre un meurtre, il doit faire face le 21 octobre à une grève des greffiers et des juges qui laisse sans activité 75 % des tribunaux espagnols.

### Retrait de la vie politique

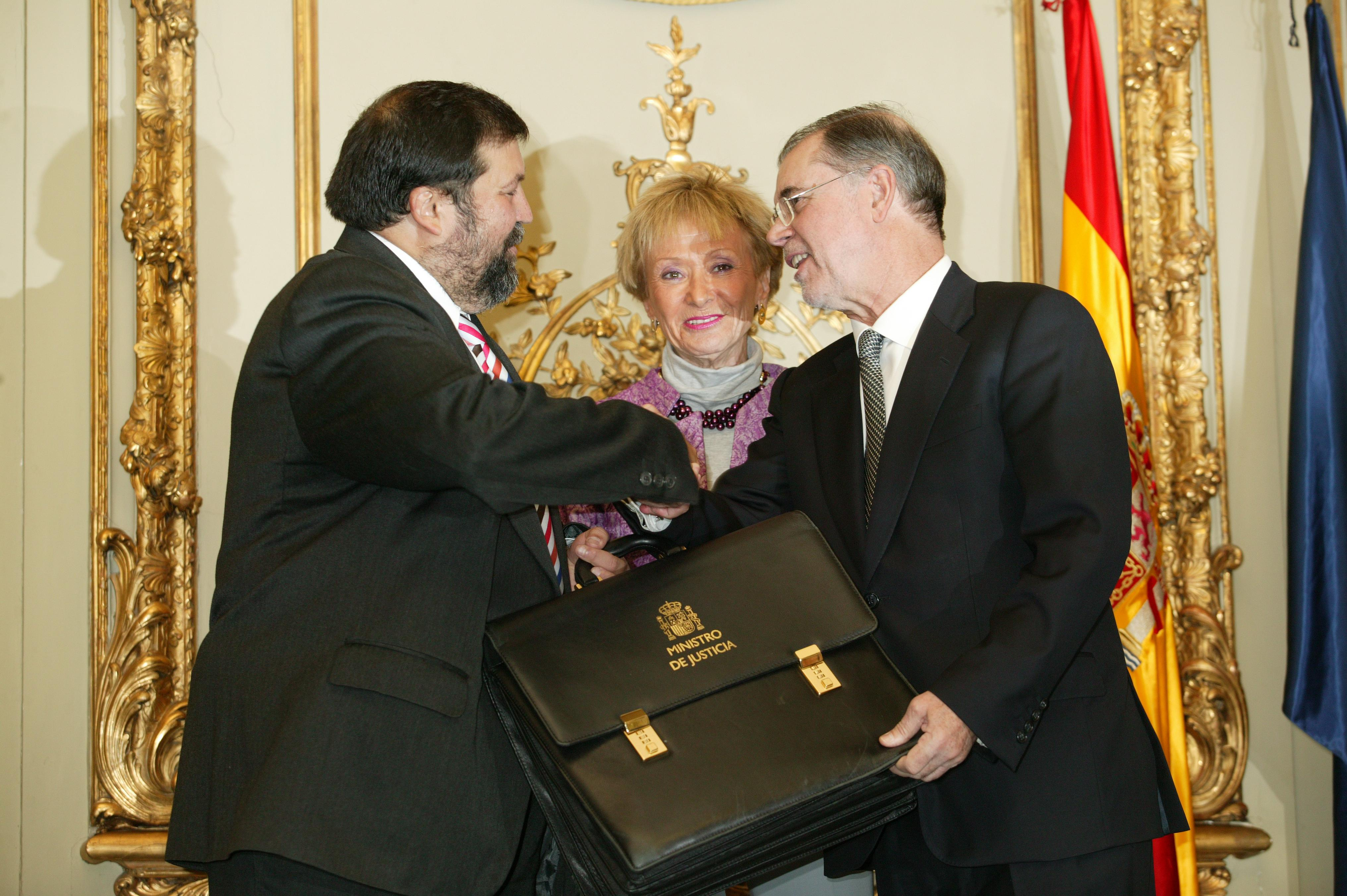
Mariano Fernández Bermejo remet le portefeuille ministériel à son successeur, Francisco Caamaño.

Il annonce sa démission le 23 février 2009, après avoir été photographié en train de participer à une partie de chasse aux côtés du juge d'instruction de la cour nationale Baltasar Garzón, qui mène alors une enquête sur une vaste affaire de corruption au sein du Parti populaire. Au Congrès des députés, il prend en novembre suivant la présidence de la commission de la Politique territoriale. Contrairement à Pedro Solbes, César Antonio Molina et Bernat Soria, il va jusqu'au bout de son mandat, mais ne se représente pas aux élections législatives anticipées du 20 novembre 2011.
Ayant perdu son statut de parlementaire, il réintègre le corps des procureurs. Au mois de mai 2012, il reçoit l'appui majoritaire du conseil du ministère public pour devenir le prochain procureur à la chambre militaire du tribunal suprême. Il est officiellement nommé à ce poste par décret à la fin du mois. Il prend sa retraite le 20 février 2020.